# ژانی هولت
ژانی هولت (فرانسوی: Jany Holt‎؛ ‏ ۱۳ مهٔ ۱۹۰۹ – ۲۶ اکتبر ۲۰۰۵) هنرپیشه اهل فرانسه بود.
از فیلم‌هایی که وی در آن نقش داشته‌است، می‌توان به زن چپ‌دست، ژروز، فرشتگان گناه، راسپوتین و مأموریت ویژه اشاره کرد.